# معضدية
المِعْضَديَّة (بالإنجليزية: Armillifer)‏ هيَ جنس من خماسيات الثقوب، وتتكون من عدد من الأنواع، وهيَ:
- معضدية الأجكيسترودونتيس سيلف وكونتز، 1966.[6]
- المِعْضَدية المُدَملَجة ويمان، 1848.
- المِعْضَدية الكبيرة هيت، 1915.
- المِعْضَدية المازايّة سامبون، 1932.
- المِعضَدية الطَوقية ديسينغ، 1835.